# Träskmannen (film)
Träskmannen (originaltitel: Swamp Thing) är en amerikansk science fiction-skräckfilm från 1982, regisserad av Wes Craven och baserad på DC Comics-serien med samma namn, skapad av Len Wein och Bernie Wrightson. Filmen kombinerar element av superhjälteberättelser med gotisk skräck och är en av de tidiga filmerna som hämtade inspiration från serietidningsuniversum.

## Handling
Filmen utspelar sig i Louisianas träskmarker, där en briljant forskare, Dr. Alec Holland (spelad av Ray Wise), arbetar på ett revolutionerande biokemiskt serum som syftar till att förena växt- och djurliv. Hans forskning avbryts brutalt när en ondskefull vetenskapsman, Anton Arcane (Louis Jourdan), och hans legosoldater attackerar laboratoriet för att stjäla serumet. Under attacken utsätts Alec för serumet och blir dränkt i träskets kemiska slam. Detta förvandlar honom till "Träskmannen", en varelse med övernaturlig styrka och förmåga att kontrollera växtlivet.
Som Träskmannen försöker Alec skydda sin forskning och rädda Alice Cable (Adrienne Barbeau), en regeringsagent som har kommit för att utvärdera hans arbete. Filmen kretsar kring deras kamp mot Arcane och hans planer på att använda serumet för sina egna destruktiva syften.

## Rollista
- Ray Wise som Dr. Alec Holland (före transformationen).
- Dick Durock som Träskmannen (efter transformationen).
- Adrienne Barbeau som Alice Cable, en modig och lojal agent.
- Louis Jourdan som Anton Arcane, filmens huvudskurk.
- David Hess som Ferret, en hänsynslös hantlangare till Arcane.

## Produktion
Träskmannen var regisserad av Wes Craven, som tidigare blivit känd för sina skräckfilmer, däribland The Last House on the Left (1972). Filmen markerade Cravens första försök inom genren superhjältefilmer. Budgeten var relativt låg, vilket resulterade i en blandning av traditionella specialeffekter och kostymer. Inspelningen ägde rum i de verkliga träskmarkerna i South Carolina, vilket gav filmen en autentisk och atmosfärisk bakgrund.

## Mottagande
Vid premiären fick Träskmannen blandade recensioner. Kritiker berömde dess unika kombination av skräck och action, samt dess trohet till serietidningens anda. Samtidigt kritiserades den för sina ibland primitiva specialeffekter och ojämna ton. Adrienne Barbeaus prestation och den karismatiska Louis Jourdan som skurk var höjdpunkter för många recensenter.
Filmen utvecklade en kultstatus över tid, särskilt bland fans av serietidningsadaptioner och Wes Cravens arbete. Den anses också vara en föregångare till de många serietidningsfilmer som senare dominerade Hollywood.

## Uppföljare och påverkan
Filmens framgång ledde till en uppföljare, The Return of Swamp Thing (1989), samt en kortlivad TV-serie under 1990-talet. DC Comics relanserade också sin Swamp Thing-serie flera gånger, och karaktären har fortsatt att vara en central figur i deras universum.
Filmen har också bidragit till att etablera en tidig mall för superhjältefilmer och visade att serietidningsadaptioner kunde hitta framgång utanför de mest kända figurerna som Superman och Batman.